# Nicolaas Vos

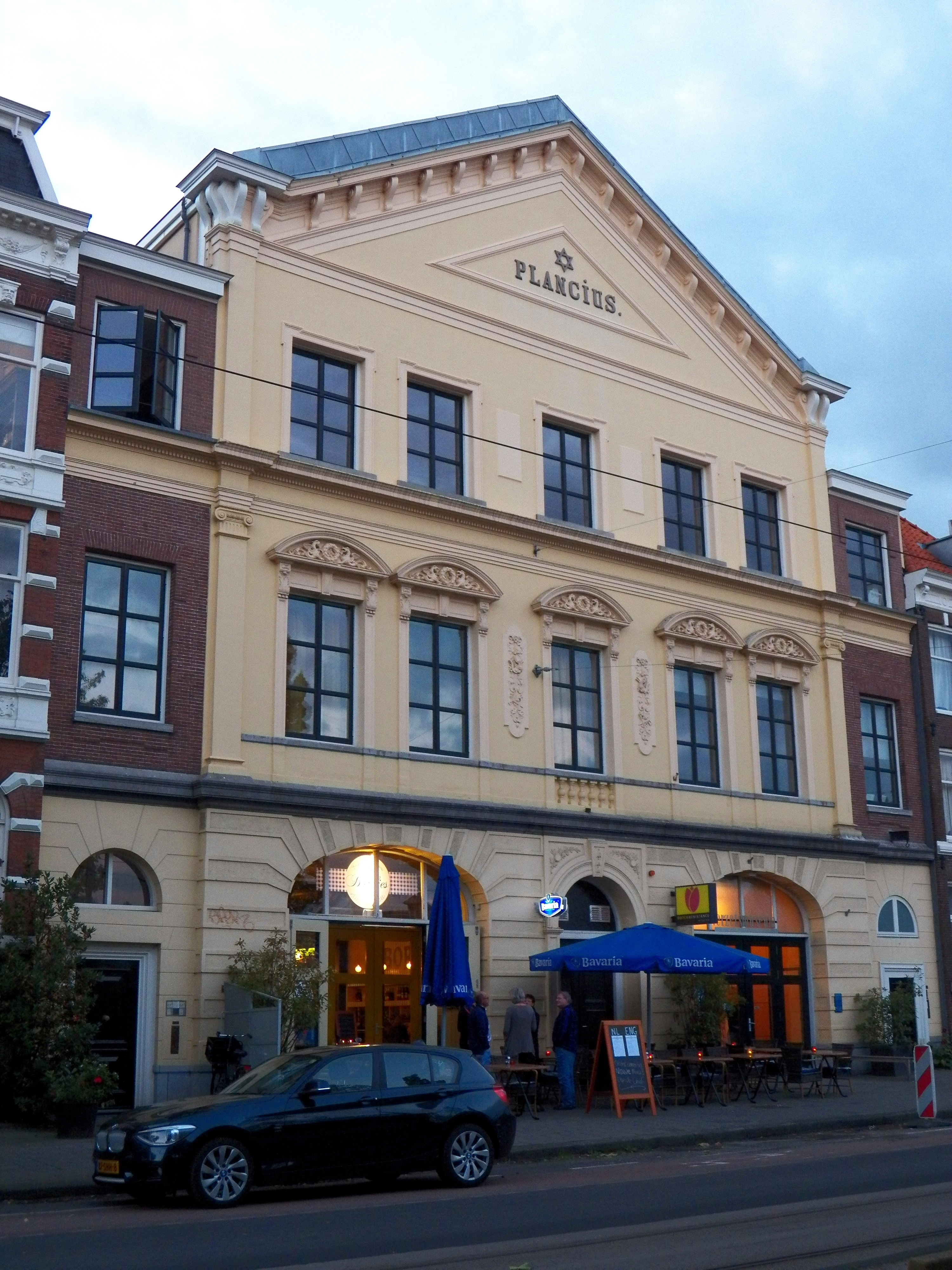
Gebouw Plancius

Nicolaas Vos (Amsterdam, 27 september 1844 - Berlijn, 17 april 1904) was een Nederlandse architect en makelaar.

## Leven en werk
Vos was een zoon van Gerrit Jan Vos en Neeltje Redeker. Hij trouwde op 9 mei 1878 in Leiden met Petronella Bernadina Reeringh. Vos was in Amsterdam werkzaam als makelaar en tevens als architect. Voor aan aantal van zijn ontwerpen schakelde hij de Amsterdam visionair Jan Galman in. Die is voornamelijk bekend om wat hij niet bouwde, een oeververbinding over Het IJ, op de plaats waar later het Centraal Station verrees. Vos overleed in april 1904 op 59-jarige leeftijd in Berlijn.
Enkele gebouwen van de hand van Vos:
- bouw Sarphatistraat 86 (1874)
- verbouwing Keizersgracht 593 (1874)
- verbouwing Heiligeweg 17 (1874)
- bouw Gebouw Plancius (rijksmonument) (1874-1876)
- bouw Vondelstraat 65-67 (1876)
- verbouw Rokin 136 (1878)
- verbouw Berebijt aan de Amsteldijk vlak voordat het gesloopt werd (1879)
- bouw Nassauplein 1 (1879)
- ontwerp van het Beursgebouw in 1880 (ging niet door)
- verbouw Loge Willem Frederik Keizersgracht 446 (1880)
- bouw Stadhouderskade 128 en Stadhouderskade 129 (1882)
- bouw Weteringschans 16-18, een rijksmonument uit 1882
- verbouw Hofje van Brienen (1885)
- bouw Prof. Tulpstraat 2, stalling voor het Amstelhotel
- ontwerp van een leeszaal voor de Maatschappij voor den Werkenden Stand aan Rapenburg